# Heimana Paama
Heimana Paama (Papeete, 1º settembre 1975) è un ex calciatore francese nato a Tahiti, di ruolo difensore.

## Carriera

### Nazionale
Ha collezionato 6 presenze con la maglia della propria Nazionale.